# Robins (Iowa)
Pour les articles homonymes, voir Robins.
Robins est une ville du  comté de Linn, en Iowa, aux États-Unis. Elle est incorporée le 3 mai 1910.

## Source de la traduction
- (en) Cet article est partiellement ou en totalité issu de l’article de Wikipédia en anglais intitulé « Robins, Iowa » (voir la liste des auteurs).